# Brama Laseckich
Brama Laseckich, polsky nazývaná také Brama Bobolicka a česky Brána Laseckých nebo Bobolická brána, je vápencová skalní brána nebo skalní oblouk u hradu Bobolice nad vesnicí Bobolice ve gmině Niegowa v okrese Myszków v Polsku. Geograficky se také nachází na vysočině Wyżyna Częstochowska (Čenstochovská jura) ve Slezském vojvodství v krajinném parku Park Krajobrazowy Orlich Gniazd.

## Další informace
Brama Laseckich je poblíž vchodu do hradu Bobolice. Je to turisticky atraktivní krasový jev vzniklý přirozenou preparací z vápencových skal, které byly v minulosti součástí pravěkého moře. Pod branou jsou ve skále vytesány schody, kterými pod skalní branou pravděpodobně vedla cesta z hradu do podhradí (vesnice Bobolice). Byla pojmenována na počest rodiny Laseckich, kteří jsou vlastníky hradu a jeho okolí a kteří opravili hrad Bobolice a hrad Mirów a pečují i o jejich okolí.

## Galerie

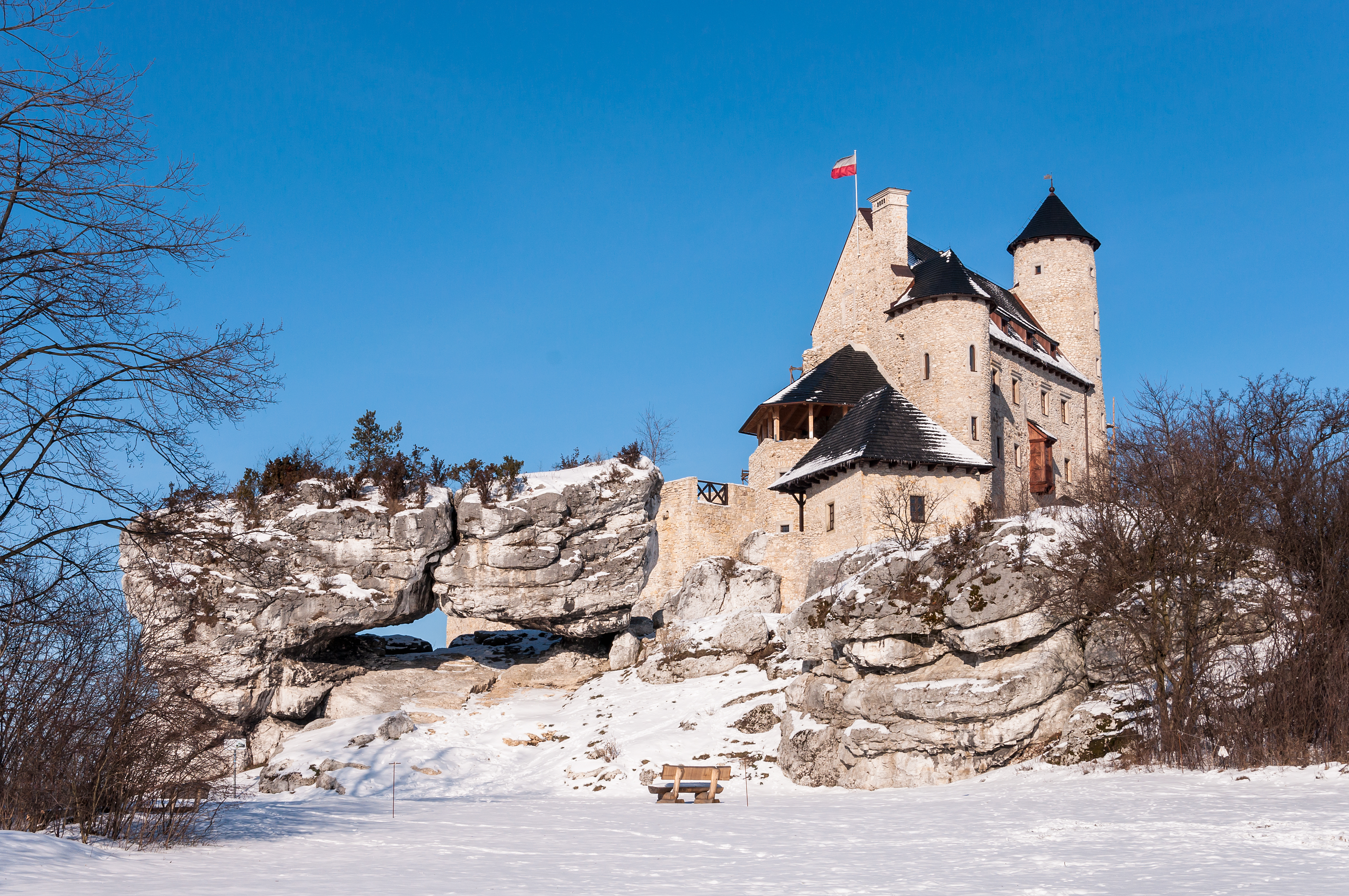
Hrad Bobolice
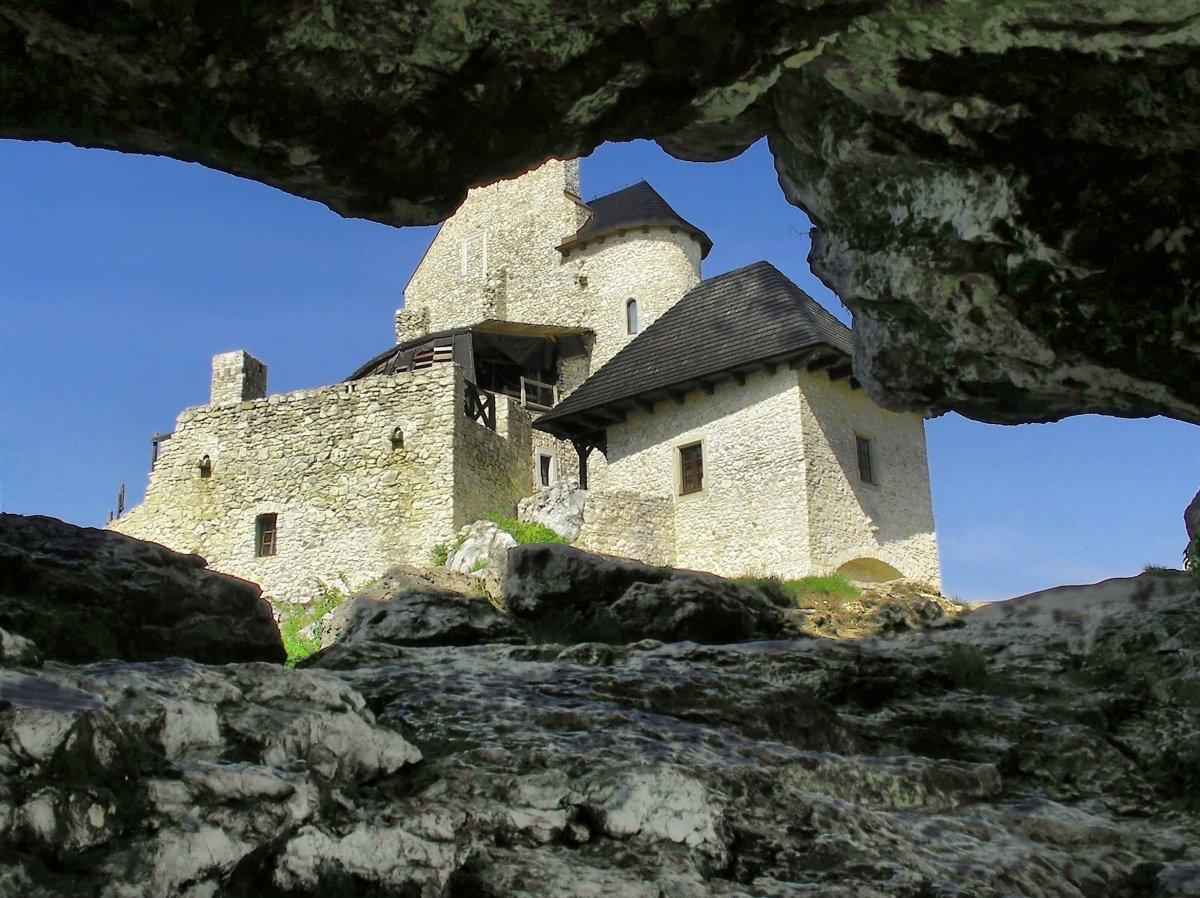
Hrad Bobolice
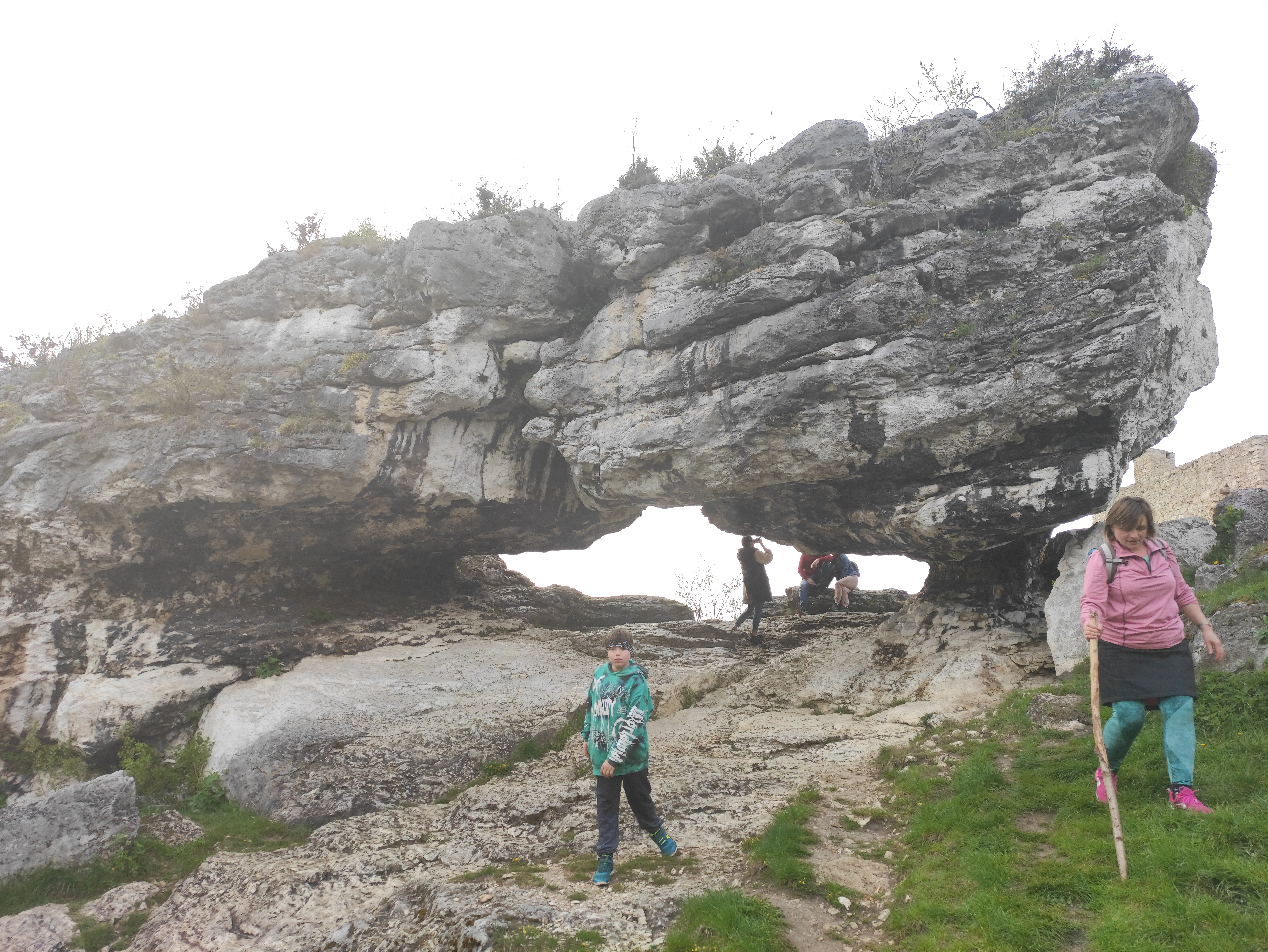
Průchod branou
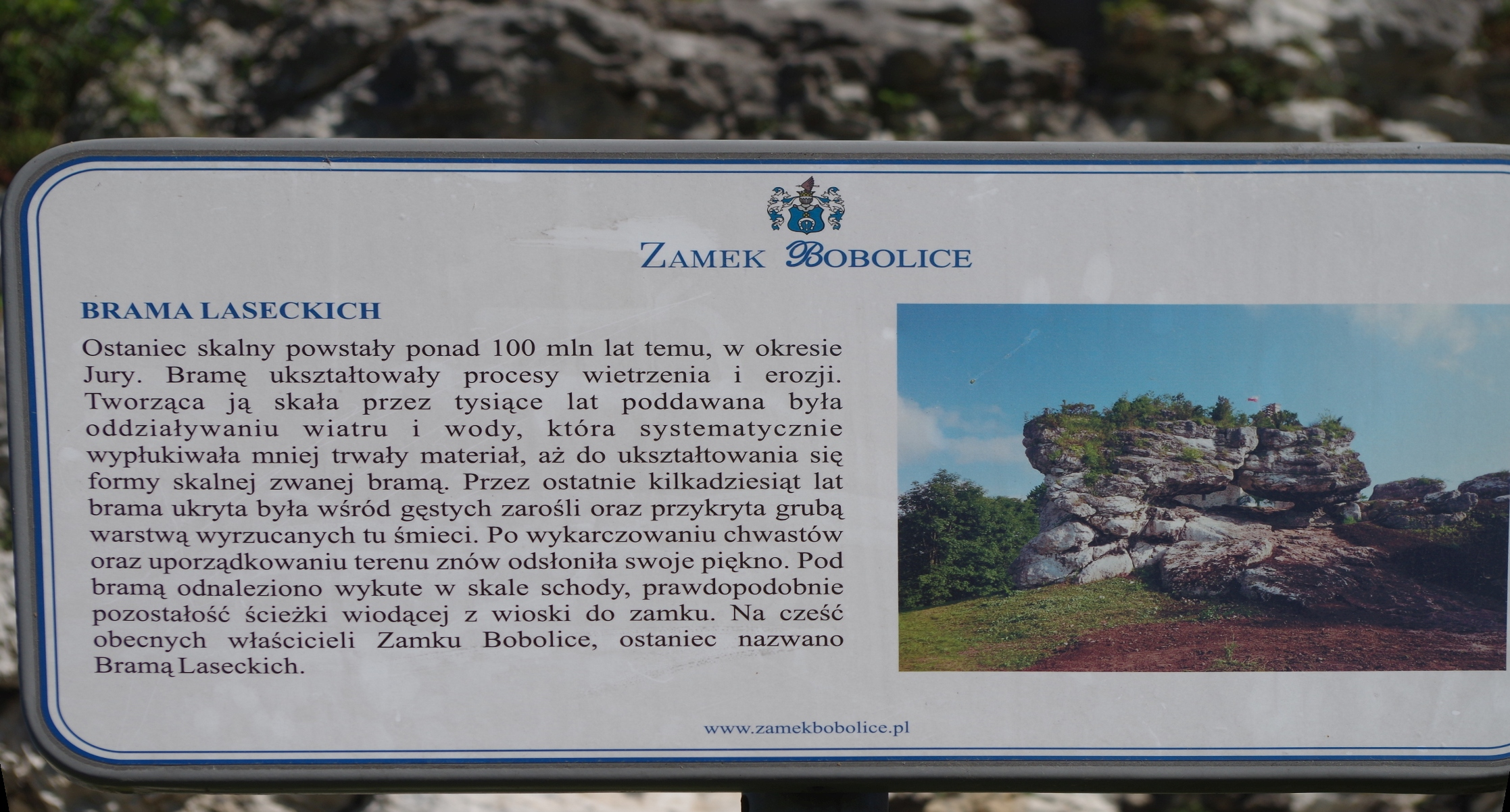
Informační panel na místě